# Ефект другої системи
Ефект другої системи (англ. second-system effect) (іноді "синдром") - тенденція малих, елегантних та успішних систем мати здоровенних, переповнених функціональністю монстрів як наступників. Термін вперше використаний Фредом Бруксом в його класичній роботі Міфічний людино-місяць. Він описував стрибок від простих операційних систем на IBM 700/7000 до OS/360 на IBM 360.